# Tiligul (râu)
Tiligul (în ucraineană Тилігул) este un râu din Ucraina, care străbate raioanele Kotovsk, Ananiev, Liubașivka, Mîkolaiivka și Berezivka din regiunea Odesa (sud-estul Ucrainei).
Are o lungime de 168 km (după alte date — 173 km), suprafața bazinului este de 3.550 km². Izvorul este situat în Podișul Podoliei. Limanul Tiligul este locul de vărsare.
Râul are o alimentare de tip nival, nu este navigabil și este folosit în irigație ca sursă de apă. Afluenții săi sunt Jurivka (de dreapta), Slipuha și Tartakai (ambii de stânga).

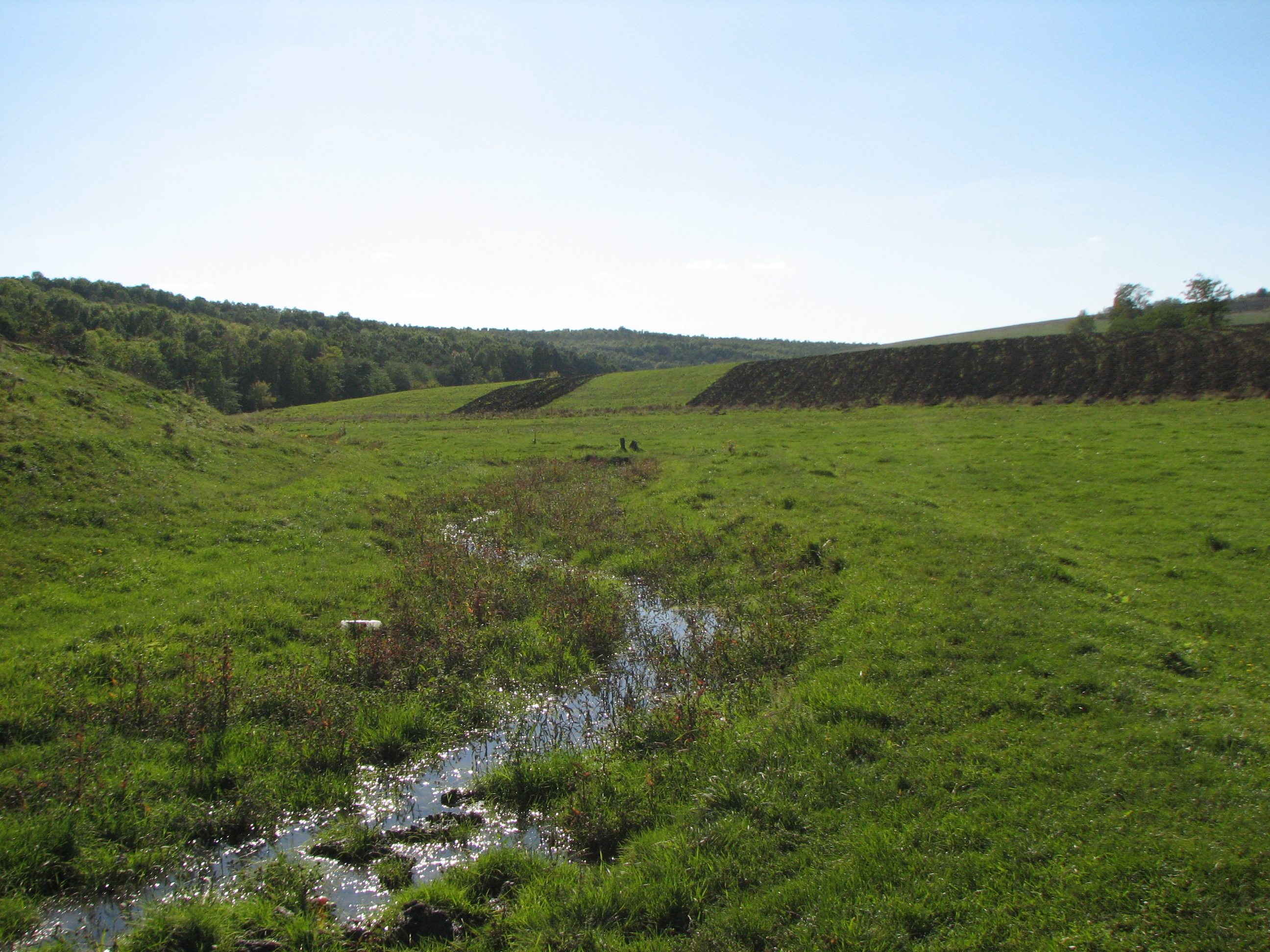

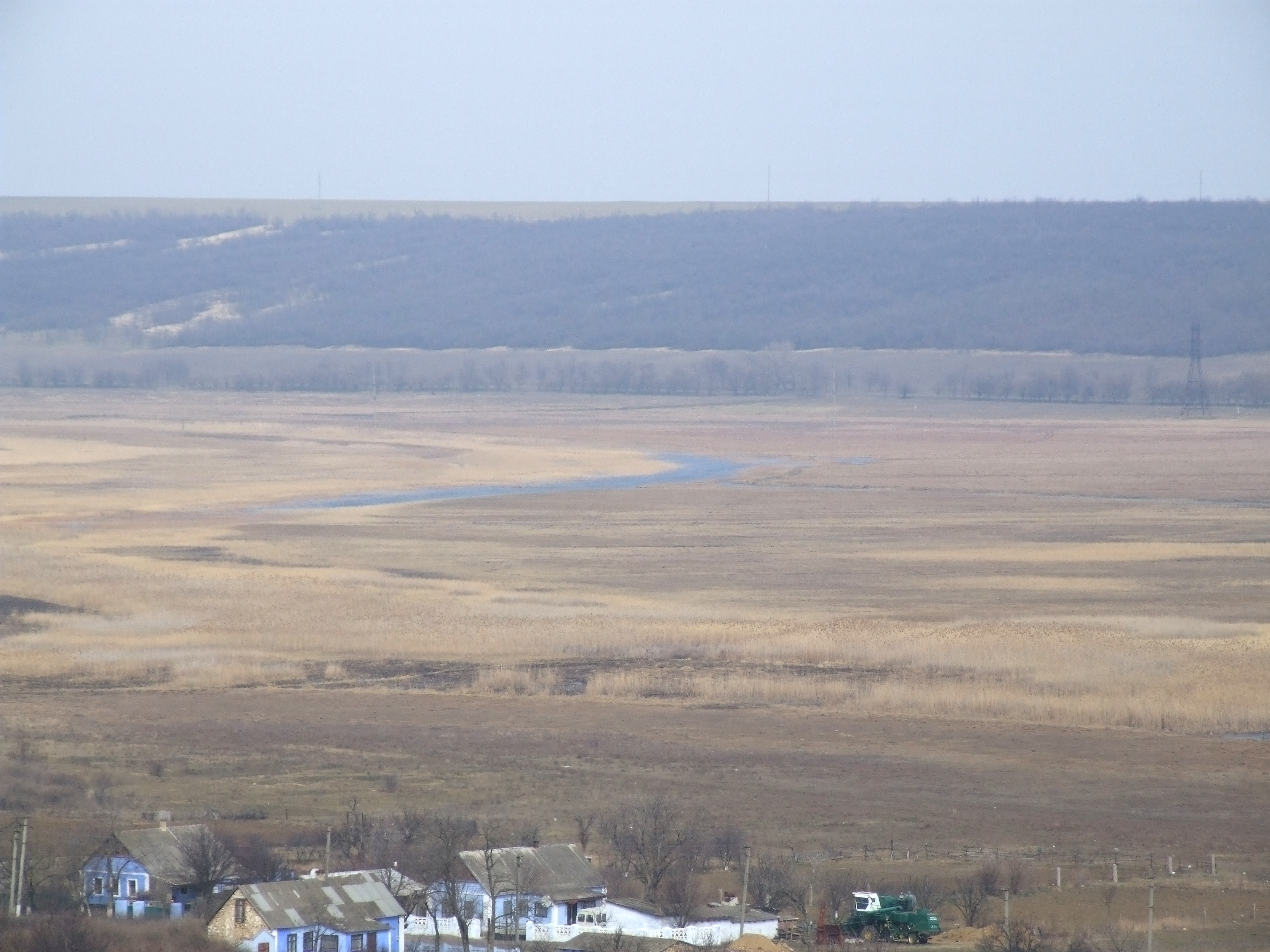
Tiligul lângă Zbrojkivka

Pe râul Tiligul sunt situate orașele Ananiev și Berezivka.
Denumirea râului se trage de la limanul în care se varsă — Limanul Tiligul, care la rândul său are o denumire derivată din turcă Deli Göl — „lac nebun”.